# Generatore sonoro programmabile

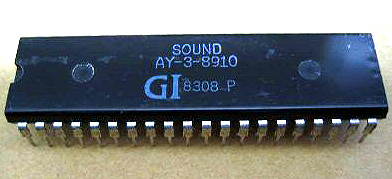
L'AY-3-8910, un generatore sonoro programmabile prodotto da General Instrument.

Un generatore sonoro programmabile (o Programmable Sound Generator, PSG) è un circuito integrato capace di generare onde sonore sintetizzando diverse forme d'onda base, spesso capace di generare anche del rumore: le possibili forme audio sono gestite scrivendo in particolari registri del generatore (da cui "programmabile"). I dati controllano le singole forme d'onda che possono essere utilizzate per emulare singoli strumenti oppure combinate e miscelate insieme, per creare una forma d'onda più complessa.
Un generatore sonoro programmabile è spesso detto anche chip sonoro anche se non tutti i chip sonori sono anche PSG: un PSG è infatti progettato per essere "programmato" via software da un microprocessore da cui riceve i comandi e di cui alleggerisce i compiti di gestione del suono. Il generatore sonoro gestisce anche le 4 fasi relative alla generazione del segnale audio, ossia "Attack" (Attacco), "Decay" (Decadimento), "Sustain" (Sostegno) e "Release" (Rilascio), che influenzano il volume di riproduzione del suono nel tempo e, conseguentemente, l'effetto sonoro: il PSG, una volta ricevuti i dati dal processore, si occupa della gestione del volume durante tutto il processo di generazione del suono.
I generatori sonori programmabili sono stati utilizzati ampiamente durante gli anni ottanta nei giochi arcade, negli home computer e nelle console.

## Esempi
Generatori sonori programmabili ampiamente diffusi sono stati: l'AY-3-8910 di General Instrument, usato nei computer MSX; il Texas Instruments SN76489 e lo YM2149 (un AY-3-8910 prodotto su licenza da Yamaha; quest'ultima ha prodotto anche i chip YM2203 e YM2608, capaci di sintetizzazione a modulazione di frequenza), usati nel Sega Master System; il Ricoh 2A03/2A07, progettato per l'uso specifico nel Nintendo Entertainment System; il TIA, che sull'Atari 2600 gestiva oltre al suono anche il segnale video.
Un altro generatore molto noto è stato il MOS SID prodotto da MOS Technology ed utilizzato da Commodore nei suoi home computer C64 e C128.
Elenco per produttore:
- Atari
  - TIA
  - POKEY
- General Instrument
  - General Instrument AY-3-8912 (oppure Yamaha YM2149)
- Hudson Soft
  - Hudson HuC6280
- MOS Technology
  - MOS 6560 / 6561 "VIC"
  - MOS 6581 / 8580 "SID"
  - MOS 7360 / 8360 "TED"
- Nintendo
  - Ricoh 2A03/2A07
- Philips
  - Philips SAA1099
- Texas Instruments
  - Texas Instruments SN76477
  - Texas Instruments SN76489
- Yamaha
  - Yamaha YM2149 (oppure General Instrument AY-3-8912)
  - Yamaha con 2 sintetizzatori FM (serie OPL)
    - Yamaha YM3526 e Yamaha Y8950 (OPL, FM Operator Type-L)
    - Yamaha YM3812 (OPL2) utilizzato nella Sound Blaster
    - Yamaha YMF262 (OPL3 a 4 operatori)
    - Yamaha YM2413 (OPLL)

  - Yamaha con 4 sintetizzatori FM
    - Yamaha YM2203 (OPN)
    - Yamaha YM2612 (OPN2)
    - Yamaha YM2610 (OPNB)
    - Yamaha YM2151 (OPM)
    - Yamaha YM2164 (OPP)